# Zineb Sedira
Zineb Sedira (París, 1963) es una fotógrafa y videoartista feminista franco-argelina radicada en Londres, especialmente conocida por su trabajo que explora la relación humana con la geografía. Trabaja entre Londres, Argel y París. 
Sedira fue preseleccionada para el Premio de la Fundación de Fotografía Deutsche Börse 2021.

## Biografía
Zineb Sedira nació en 1963 en el barrio parisino de Gennevilliers; sus padres eran inmigrantes de Argelia. Se trasladó a Inglaterra en 1986 para estudiar arte. Sedira recibió una licenciatura en Práctica Crítica de Bellas Artes en Central Saint Martins de Londres, y una Maestría en la Slade School of Fine Art en 1997. Más tarde pasó cinco años investigando en la Royal College of Art .

## Obra
En su obra relaciona vivencias personales con aspectos históricos y políticos. Explora las nociones de familia, tradición, historia oral, migración y la transmisión intergeneracional de conocimiento abordando el desplazamiento cultural y las consecuencias personales y sociales de la migración. En Brixton donde ha vivido durante años experimenta su identidad como franco-argelina, explica y se interesó por el movimiento y las relaciones inglesas con sus colonias. 
Los primeros trabajos de Sedira se centraron en imágenes de mujeres en el mundo musulmán, con fotografías de su madre nacida en Argelia y su hija nacida en Inglaterra. Ver a su madre ponerse el haik al llegar a Argel tuvo un impacto significativo en Sedira. "Recuerdo que tan pronto como nos bajábamos del avión y llegábamos a su casa, ella abría el maletín y se lo ponía", dijo en 2013. "Ella se cambiaría a eso. Ella se convertiría en eso."  Su video, Mother Tongue (2002), la muestra a ella, a su hija y a su madre hablando en sus "lenguas maternas", francés, inglés y árabe respectivamente, con Sedira actuando como el conducto lingüístico entre su madre y su hija que no tienen un idioma en común.
En 2008 presenta Shipwrecks, sobre los peligros de tránsito e inmigración y en 2013 presenta Sugar Routes.
En 2022 representó a Francia en la 59ª Bienal de Venecia y recibió una mención especial en la Participación Nacional con "Les rêves n'ont pas de titre".

## Exposiciones
- 2004: Zineb Sedira: Telling stories with differences, Cornerhouse, Manchester, UK
- 2005: British Art Show 06, opening at Baltic, Gateshead, touring to Manchester, Nottingham and Bristol.
- 2006: Saphir, The Photographers' Gallery, London[8]
- 2007: Saphir, Temble Bar Gallery, Dublin, Ireland
- 2007: Videos by Zineb Sedira, Centre d'Art Contemporain du Parvis, Pau, France
- 2008: MiddleSea, The Wapping Project, London[9]
- 2009: Floating Coffins, New Art Exchange, Nottingham, UK[10]
- 2009: Zineb Sedira: Seafaring, John Hansard Gallery, Southampton, UK
- 2009: Under the Sky and Over the Sea, Pori Art Museum, Finland
- 2010: Zineb Sedira, fr, La Guerre et la Paix, Vallauris, France
- 2010: Gardiennes d'images, Palais de Tokyo, Paris[11]
- 2011: Beneath the Surface, Galerie Kamel Mennour, Paris
- 2013: The Voyage, or Three Years at Sea Part V: Zineb Sedira, Charles H. Scott Gallery, Vancouver, Canada[12]
- 2016: Collecting Lines, Art on the Underground, London[13]
- 2018: Of Words and Stones, curated by Marie Muracciole at the Beirut Art Center, Lebanon[14]
- 2018: Zineb Sedira: Air Affairs and Maritime Nonsense, Sharjah Art Museum, Sharjah, United Arab Emirates. A retrospective.[15]
- 2019: Zineb Sedira: IVAM, Valencia[4]

## Colecciones
El trabajo de Sedira se encuentra en las siguientes colecciones públicas:
- Arts Council Collection, UK: 1 print (as of July 2021)[16]
- Centre Pompidou, Musée national d'art moderne, Paris: 7 prints (as of July 2021)[17]
- Musée national de l'histoire et des cultures de l'immigration / Cité nationale de l'histoire, Paris: 1 video installation, "Mother Tongue" (as of July 2021)[18]
- Sharjah Art Museum, Sharjah, United Arab Emirates[19]
- Tate, London: 2 works (as of July 2021)[20]
- Mumok, Museumsquartier, Vienna: 1 work, "The House of the Mother (Algeria)" (as of July 2021)[21]
- Victoria and Albert Museum, Contemporary Wall Paper Collections, London: 1 work, "Une Generation des Femmes" (as of July 2021)[22]
- Whitworth Art Gallery, Contemporary Wall Paper Collections, Manchester: 1 work, "Une Generation des Femmes" (as of July 2021)[23]

## Premios
- 1999 Artsadmin Artists Bursary, London & Artists film and video national fund, The Arts Council of England
- 2000 Consejo de las Artes de Westminster, becas de cine y video, Londres
- 2001 Prix AfAA, Laureat 2001: IV Rencontres de la photographie africaine, Bamako 2001, Malí
- 2004 Premio Decibel, Consejo de las Artes, Londres
- 2009: Premio de Arte SAM, París
- 2021: Preseleccionado, Premio de la Fundación de Fotografía Deutsche Börse, Londres por la exposición Standing Here Wondering Which Way to Go en Jeu de Paume, París en 2019; junto a Poulomi Basu, Alejandro Cartagena y Cao Fei[24][25][26]
- 2022: Mención especial en la Participación Nacional por su participación en la Bienal de Venecia por Francia con "Les rêves n'ont pas de titre"

## Otras lecturas
- Lloyd, Fran; Keelan, Siumee H.; England), Hot Bath Gallery (Bath (1999). Contemporary Arab Women's Art: Dialogues of the Present (en inglés). WAL. pp. 2, 28-30, 36-37, 49, 67-68, 144-145, 213-218, 240, 246, 250, 252-253. ISBN 978-1-902770-00-0.
- Letort; Cherel (2014). «Women on the Algerian Art Scene: Interrogating the Postcolonial Gaze through Documentary and Video Art». Black Camera 6 (1): 193. doi:10.2979/blackcamera.6.1.193.
- McGonagle, Joseph (2011). «Travelling in Circles: Postcolonial Algiers in Zineb Sedira's "Saphir"». L'Esprit Créateur 51 (1): 26-37. ISSN 0014-0767.
- Amer, Sahar (9 de septiembre de 2014). What is Veiling? (en inglés). Edinburgh University Press. ISBN 978-0-7486-9684-0.
- Thomas, Kylie; Green, Louise (2 de febrero de 2018). Photography in and out of Africa: Iterations with Difference (en inglés). Routledge. ISBN 978-1-317-35824-4.
- Keown, M., ed. (15 de enero de 2009). Comparing Postcolonial Diasporas (en inglés). Springer. pp. 56-58. ISBN 978-0-230-23278-5.
- Salami, Gitti; Visona, Monica Blackmun (2013). A Companion to Modern African Art (en inglés). John Wiley & Sons. pp. 212, 501. ISBN 978-1-118-51505-1.
- McGonagle, Joseph; Sedira, Zineb (March 2006). «Translating Differences: An Interview with Zineb Sedira». Signs: Journal of Women in Culture and Society (en inglés) 31 (3): 617-628. ISSN 0097-9740. doi:10.1086/498990.
- “Zineb Sedira in conversation with Christine Van Assche,” Zineb Sedira, Saphir (Paris: Kamel Mennour & Paris Musées, 2006), 58–59.
- Richard Dyer, “Saphir,” Zineb Sedira: The Photographer's Gallery (London: Kamel Mennour & Paris Musées, 2006).
- Isabelle Perbal, “Entretien Zineb Sedira, Retour aux origins,” Qantara, October 2008.